# Spectata Fides
Spectata Fides è la diciassettesima enciclica di papa Leone XIII, pubblicata il 27 novembre 1885.
Il Papa si rivolge all'Episcopato, al Clero e ai Fedeli cattolici dell'Inghilterra e incoraggia nel continuare l'impegno profuso dalla chiesa inglese nell'educazione cristiana dei giovani.
Nella scuola cattolica il Papa vede un mezzo per tramandare «quella suprema e ottima eredità che ricevemmo dai nostri maggiori, cioè l'integrità della fede cattolica; inoltre, in esse si provvede alla libertà dei genitori e si educa per lo Stato una buona generazione di cittadini, ciò che in tanta licenza di opinioni e di comportamenti è quanto mai necessario».
Leone XIII conclude la sua lettera enciclica richiamando l'attenzione della Santa Sede per l'Inghilterra:
(Papa Leone XIII, parte finale dell'enciclica Spectata Fides)